# クリスタルグリッターズ
クリスタルグリッターズ（Crystal Glitters、1980年5月30日 - 2002年12月5日）は、アメリカ合衆国生産の競走馬、種牡馬。

## 生涯
1982年8月10日のタンカルヴィユ賞で、アルフレッド・ジベール騎手騎乗でデビュー。このデビュー戦を勝利で飾る。9月19日、重賞初挑戦となったサラマンドル賞（G1）は3着に敗れたが、10月1日のエクリプス賞 (G3) で重賞初勝利を挙げた。
その後のG2・G3では3着・4着に敗れたが、1983年4月24日のプール・デッセ・デ・プーラン (G1) では、クリスタルグリッターズがデビュー戦で負かしたレミグラン（L'Emigrant）の2着となった。そしてアイリッシュ2000ギニー (G1) 4着を経て挑んだ6月26日のイスパーン賞で、G1初勝利を果たした。この時の鞍上は主戦騎手のジベールではなく、初コンビのイヴ・サンマルタンだった。
1983年はその後3戦未勝利に終わったが、年明け初戦、1984年3月3日のエドモンブラン賞 (G3) で勝利を挙げる。6月24日には、今度はジベールを背にイスパーン賞を優勝。連覇を達成した。8月26日にはアメリカのバドワイザーミリオンステークス（G1、後のアーリントンミリオンステークス）に挑んだが10着に敗れ、このレースが引退レースとなった。同年、フランスの最優秀古馬に選出された。
1985年からフランスで種牡馬となり、1988年に日本へ輸出された。フランス・日本両国でG1優勝馬を輩出し、またリーディングサイアートップ10に入る活躍を見せた。2002年に日本で死亡した。

## 主な産駒
- アブクマポーロ（川崎記念2回、帝王賞、東京大賞典など）
- アルファキュート（サファイヤステークス、中山牝馬ステークス）
- テイエムジャンボ（京都記念、京都金杯）
- ハードクリスタル（東海ステークス、ブリーダーズゴールドカップ）
- マチカネフクキタル（菊花賞、京都新聞杯、神戸新聞杯）
- カペルマイスター(Capel Meister)（スイスダービー）
- ディアドクター(Dear Doctor)（アーリントンミリオンステークス）

## ブルードメアサイアーとしての主な産駒
- カルストンライトオ（スプリンターズステークス、アイビスサマーダッシュ2回）
- オウリエット(Auriette)（ゲイムリーハンデキャップ）
- コンソリデーター(Consolidator)（ブリーダーズフューチュリティステークス）
- ベルエセレブル(Belle Et Celebre)（サンタラリ賞）
- カズサライン（ファルコンステークス）

## 血統表
| Crystal Glittersの血統      | Crystal Glittersの血統                   | Crystal Glittersの血統                   | （血統表の出典）                         | （血統表の出典） |
| 父系                        | ブラッシンググルーム系（ナスルーラ系     | ブラッシンググルーム系（ナスルーラ系     | ブラッシンググルーム系（ナスルーラ系     | [ § 2 ]          |
| 父 Blushing Groom 1974 栗毛 | 父の父Red God 1954 栗毛                  | Nasrullah                                | Nearco                                   | Nearco           |
| 父 Blushing Groom 1974 栗毛 | 父の父Red God 1954 栗毛                  | Nasrullah                                | Mumtaz Begum                             |                  |
| 父 Blushing Groom 1974 栗毛 | 父の父Red God 1954 栗毛                  | Spring Run                               | Menow                                    | Menow            |
| 父 Blushing Groom 1974 栗毛 | 父の父Red God 1954 栗毛                  | Spring Run                               | Boola Brook                              |                  |
| 父 Blushing Groom 1974 栗毛 | 父の母Runaway Bride 1962 鹿毛            | Wild Risk                                | Rialto                                   | Rialto           |
| 父 Blushing Groom 1974 栗毛 | 父の母Runaway Bride 1962 鹿毛            | Wild Risk                                | Wild Violet                              |                  |
| 父 Blushing Groom 1974 栗毛 | 父の母Runaway Bride 1962 鹿毛            | Aimee                                    | Tudor Minstrel                           | Tudor Minstrel   |
| 父 Blushing Groom 1974 栗毛 | 父の母Runaway Bride 1962 鹿毛            | Aimee                                    | Emali                                    |                  |
| 母 Tales to Tell 1967 鹿毛  | 母の父Donut King 1959 青鹿毛             | Determine                                | Alibhai                                  | Alibhai          |
| 母 Tales to Tell 1967 鹿毛  | 母の父Donut King 1959 青鹿毛             | Determine                                | Koubis                                   |                  |
| 母 Tales to Tell 1967 鹿毛  | 母の父Donut King 1959 青鹿毛             | Strayed                                  | Bull Dog                                 | Bull Dog         |
| 母 Tales to Tell 1967 鹿毛  | 母の父Donut King 1959 青鹿毛             | Strayed                                  | Misleading                               |                  |
| 母 Tales to Tell 1967 鹿毛  | 母の母Fleeting Doll 1961 鹿毛            | Fleet Nasrullah                          | Nasrullah                                | Nasrullah        |
| 母 Tales to Tell 1967 鹿毛  | 母の母Fleeting Doll 1961 鹿毛            | Fleet Nasrullah                          | Happy Go Fleet                           |                  |
| 母 Tales to Tell 1967 鹿毛  | 母の母Fleeting Doll 1961 鹿毛            | Chinese Doll                             | Silver Horde                             | Silver Horde     |
| 母 Tales to Tell 1967 鹿毛  | 母の母Fleeting Doll 1961 鹿毛            | Chinese Doll                             | Chinese Sis                              |                  |
| 母系(F-No.)                 | 2号族(FN:2-f)                            | 2号族(FN:2-f)                            | 2号族(FN:2-f)                            | [ § 3 ]          |
| 5代内の近親交配             | Nasrullah3×4=18.75%、Bull Dog5×4*5=12.5% | Nasrullah3×4=18.75%、Bull Dog5×4*5=12.5% | Nasrullah3×4=18.75%、Bull Dog5×4*5=12.5% | [ § 4 ]          |
| 出典                        | 1. 2. 3. 4.                              | 1. 2. 3. 4.                              | 1. 2. 3. 4.                              | 1. 2. 3. 4.      |